# Денчулешть
Денчулешть, Денчулешті (рум. Dănciulești) — село у повіті Горж в Румунії. Входить до складу комуни Денчулешть.
Село розташоване на відстані 188 км на захід від Бухареста, 50 км на південний схід від Тиргу-Жіу, 45 км на північ від Крайови.

## Населення
За даними перепису населення 2002 року у селі проживали 345 осіб, усі — румуни. Усі жителі села рідною мовою назвали румунську.